# Daniel Miller
Pour les articles homonymes, voir Miller.
Daniel Miller, né le 14 février 1951 à Marylebone (Londres), est un musicien et producteur de musique anglais, fondateur du label indépendant Mute Records.
Miller est un guitariste amateur, qui, influencé par le krautrock allemand des années 1970, aime à bidouiller des sons sur synthétiseur et magnéto. Afin de lancer sur le marché « T.V.O.D », son premier disque avec Robert Rental sous le pseudonyme de The Normal, il fonde son propre label, Mute, en 1978. La face B de T.V.O.D s'intitule Warm Leatherette et s'inspire du livre Crash de J. G. Ballard. Ces deux titres sont « synthétiques, minimalistes et avant-gardistes ».
Ce premier single lui permet d'investir plus d'argent dans le développement et la structure de Mute records et de lancer Fad Gadget, Sillicon Teens (un de ses premiers projets), Boyd Rice (la version européenne du Black Album qui porte la référence Mute 00) et bien sûr Depeche Mode. En 1980, il produit les deux premiers singles de Soft Cell A Man Could Get Lost, Memorabilia et le titre Persuasion.
C'est au cours de la première partie d'un des concerts de Fad Gadget qu'il découvre un groupe débutant du nom de Depeche Mode. Impressionné par leur prestation, il établit un accord verbal avec eux (qui fit office de contrat entre Miller et le groupe jusqu'à la fin des années 1980) leur offrant une totale liberté artistique avec partage des gains 50/50. Après un premier album et le hit Just Can't Get Enough (en 1981), l'un des membres fondateurs, et alors compositeur principal de Depeche Mode, Vince Clarke, quitte rapidement le groupe pour fonder deux duos : d'abord l'éphémère Yazoo (1982-1983) puis le groupe Erasure, en 1985, qui reste encore actuellement l'un des piliers du label Mute Records.
Tout en continuant à produire ces artistes, Miller signe également Wire, Nitzer Ebb, Nick Cave, Laibach, NoN, D.A.F., Renegade Soundwave, Recoil (groupe fondé par un ancien membre de Depeche Mode, Alan Wilder), Goldfrapp. Il développe au cours des années 1980 le label Grey Area, spécialisé dans la réédition de musiques 'industriel' et expérimentales dont le catalogue compte Throbbing Gristle, Robert Rental, Wire, S.P.K, Cabaret Voltaire, Monte Cazazza, Duet Emo (énième projet de Daniel Miller) et bien d'autres… Dans la décennie suivante Mute ouvre le label Blast first, plus orienté 'rock' avec toujours cet esprit expérimental et accroche à son somptueux catalogue les noms de Suicide, Alan Vega, Pan Sonic, Big Black, Liars, Labradford, etc.
Début 2002 Mute est racheté par EMI mais Miller garde la direction artistique du label. En 2010, Mute redevient indépendant.